# Enchelyolepis
Enchelyolepis is een geslacht van uitgestorven beenvissen, behorend tot de familie Macrosemiïdae. Het leefde tussen het Laat-Jura en het Vroeg-Krijt (Titonien - Berriasien, ongeveer 150 - 140 miljoen jaar geleden) en zijn fossiele overblijfselen zijn gevonden in Europa.

## Naamgeving
Het geslacht Enchelyolepis werd in 1919 benoemd door Arthur Smith Woodward om plaats te bieden aan twee soorten macrosemiïde vissen die voorheen werden toegeschreven aan het geslacht Macrosemius: Enchelyolepis pectoralis komt uit het Titonien van Savonnières-en-Perthois (Frankrijk), terwijl Enchelyolepis andrewsi uit het Berriasien van Teffont (Engeland) komt. Deze twee soorten onderscheiden zich voornamelijk door schedeldetails (Enchelyolepis andrewsi had een hogere kop, grotere oogkassen en een kortere snuit).

## Beschrijving
Enchelyolepis was klein van formaat en was niet langer dan vijf centimeter. Het hoofd was groot en de snuit puntig; de marginale tanden waren langwerpig en stonden zeer dicht bij elkaar. De borstvinnen waren langwerpig en dun, groter dan de bekkenvinnen. De rugvin was laag en langwerpig, met zeer sterke steunen; hij begon net na de kop en eindigde net voor de staart. De anaalvin was klein en de staartvin was niet gevorkt. De schubben, heel anders dan die van de andere macrosemiïden, waren erg klein en dun en overlapten elkaar. Enchelyolepis verschilde ook van andere macrosemiïden door de robuustheid van de haemaal- en wervelbogen en van de basis van de dorsale en anale vinnen; hierin leek hij op de raadselachtige Petalopteryx.

## Classificatie
Enchelyolepis behoort tot de macrosemiïden, een groep semi-ionotiforme vissen die zeer wijdverbreid was tijdens het Jura, meestal klein van formaat en uitgerust met een reeks karakteristieke orbitale botten.